# Buteogallus borrasi
Buteogallus borrasi es una especie extinta de gavilán buteonino gigante, que fue endémico de Cuba, siendo encontrados sus fósiles en el oeste de la isla. Se basa en un tarsometatarso sin el extremo distal más largo y grácil que en las especies de Aquila. Probablemente era un carnívoro que depredaba a la megafauna local.
Era tan grande en comparación a otros géneros de Buteogallus que durante mucho tiempo se creyó que pertenecía al género gigante también extinto de gavilán Titanohierax, o incluso al género de águilas Aquila, hasta que la evidencia morfológica mostró que se trataba de un miembro del género Buteogallus. Es debido a esta confusión que la especie carece de un nombre común. De los términos comúnmente usados para los miembros de Buteogallus, ninguno encaja bien con este, ya que no se puede inferir si el ave compartía el plumaje oscuro de muchos de sus congéneres modernos (los gavilanes negros); es probable que tampoco compartiera la dieta de cangrejos o el hábitat de manglares comunes en los miembros modernos de Buteogallus de los cuales derivan sus nombres comunes - gavilanes cangrejeros y aguilillas negras. De hecho, el nombre de "gavilán cangrejero cubano" se refiere a un pariente más pequeño que aún habita en la isla antillana.